# Banánové děti
Banánové děti je název označující druhou generaci Vietnamců žijící v České republice. Toto označení odkazuje na jejich identitu, která je ovlivněná jak asijským vzhledem (zvenku žlutí), tak i jejich osobností, která je značně ovlivněna evropským prostředím (zevnitř bílí).

## Identita
Banánové děti jsou pod tlakem obou kultur, vietnamské i české, a často zastávají ambivalentní vztah k majoritnímu prostředí. Každý den se potýkají s tím, kým vlastně jsou, dostávají se tak na rozhraní dvou odlišných kultur. V důsledku vnitřního konfliktu pak dochází až ke ztrátě identity.
Častou volbou druhé generace je varianta propojení, kdy svou identitu vytváří v rámci určitého spojení národní (české) a etnické (vietnamské) identity. Jejich identitu tedy utváří nejen rodiče a vietnamská komunita, ale i spolužáci, popřípadě jejich české „babičky a tety“. 

## Vietnamská rodina

### Rodina ve Vietnamu
Ve Vietnamu je rodina základem všeho. Ve většině případů se skládá ze tří až čtyř generací žijících pod jednou střechou. Model vietnamské rodiny se vyvíjel především z konfucianismu, který se projevil v patriarchálním rázu rodiny. V rámci vztahů v rodině existovala a stále existuje hierarchie a bezvýhradná oddanost dětí vůči rodičům, která se ve vztahu otce a syna označuje termínem „synovská oddanost".
Vietnamskou rodinu lze charakterizovat několika typickými základními vlastnostmi:
- poslušnost dětí
- pevný řád uvnitř rodiny
- široká solidarita s blízkými i vzdálenými příbuznými
- vzájemná pomoc v rámci široké rodiny[7]

### Rodina v ČR
Vietnamská rodina žijící v ČR se částečně liší od té tradiční z Vietnamu. Rodina je stále prvotním stabilizátorem vietnamských komunit i v České republice.
Rozdíly jsou nejvíce patrné především ve výchově dětí. Rodiče jsou často v práci od rána do večera, a tak nemají možnost se plně věnovat svým dětem, ty pak zapomínají, či se vůbec nenaučí vietnamské písmo a vietnamsky dobře ani nemluví.
Mnoho dětí s vlastními rodiči ani nevyrůstá, starají se o ně tzv. "tety“ anebo „babičky" z Česka, které jim pomáhají s integrací (čtou jim české pohádky, slaví české svátky, atd.). Ve Vietnamu funguje systém babičkovství, vietnamská rodina zde prostě simuluje důvěrně známé uspořádání rodiny. To má dopad na identitu dětí, které se většinou sžily s českou kulturou, ale doma a v komunitě se musí řídit kulturou vietnamskou.

## Vietnamská komunita
Vietnamská komunita v ČR bývá charakterizována jako:
- izolovaná
- uzavřená
- soběstačná
- pracovitá
- nenápadná

V ČR si vybudovala organizační a ekonomické zázemí, a toto zázemí dnes využívá k tomu, aby svým příslušníkům umožnila rozmanitější životní podmínky.
Doba příchodu vietnamských imigrantů do ČR představuje mezník v dělení ve společenské hierarchii uvnitř vietnamské komunity. Nejvýše stojí tzv. starousedlíci, potom se rozlišují porevoluční migranti a příchozí v 90. letech 20. století, třetí vrstvu reprezentují migranti, kteří do ČR přišli po roce 2000, tzv. nová migrační vlna.
Prostředí velkých tržnic je samostatným světem, s vlastními pravidly a službami. Velkoobchody a velkosklady tvoří centra obchodní, kulturní a komunitní. Pořádají se zde např. fotbalové turnaje či koncerty vietnamských umělců ze zahraničí, tábory pro děti atd., o kterých Češi nebývají informováni.

## Školní prostředí
Vietnamské děti a mládež tvoří v ČR 3. nejpočetnější skupinu žáků a studentů-cizinců a škola funguje jako jeden z nejvýznamnějších prostředků integrace. Vietnamské děti platí celkově za bezproblémové, mají pozitivní chování a pilně studují. Motivace vietnamských dětí je podstatně vyšší než motivace českých dětí, což dokazují i jejich dobré studijní výsledky.
U vietnamských dětí není výjimečné ani doučování mimo školu, které hradí rodiče. Tento způsob zvládnutí jazykového handicapu je poměrně rozšířený a úspěšný. Začíná se však objevovat jiný problém, a to postupná ztráta jejich původního jazyka. Ta se týká především druhé generace vietnamských imigrantů. Tyto děti nemají potíže se zvládáním českého prostředí a českého jazyka, ale paradoxně se svým mateřským jazykem - vietnamštinou. V důsledku toho pak dochází k problémům v komunikaci uvnitř rodiny a může to vést až k situaci, že si členové jedné rodiny navzájem nerozumí.
Vietnamské děti se učí mnohem více než české děti, nechodí ven a tráví hodně času na internetu. Vietnamští rodiče jen neradi pouštějí své děti na organizované a pravidelné volnočasové aktivity. Prvořadé je pro ně formální vzdělání jejich dětí, teprve při jeho zvládání nastává prostor pro vzdělání neformální.